# Родниковское сельское поселение (Курганинский район)
Родниковское сельское поселение — муниципальное образование в составе Курганинского района Краснодарского края России.
В рамках административно-территориального устройства Краснодарского края ему соответствует Родниковский сельский округ.
Административный центр и единственный населённый пункт — станица Родниковская.

## Население
| 2010  | 2012  | 2013  | 2014  | 2015  | 2016  | 2017  |
| ----- | ----- | ----- | ----- | ----- | ----- | ----- |
| 8346  | ↗8434 | ↗8534 | ↗8589 | ↗8622 | ↗8748 | ↘8707 |
| 2018  | 2019  | 2020  | 2021  | 2023  |       |       |
| ↘8598 | ↘8476 | ↘8441 | ↗8517 | ↘8320 |       |       |